# ماناتو كودو
ماناتو كودو (باليابانية: 工藤 真人) (مواليد 7 مايو 2001) هو لاعب كرة قدم ياباني.

## وصلات خارجية
- ماناتو كودو على موقع رابطة كرة القدم اليابانية للمحترفين (اليابانية)
- ماناتو كودو على موقع قاعدة بيانات كرة القدم.إي يو (الإنجليزية)
- ماناتو كودو على موقع Soccerway.com (الإنجليزية)